# ایگوانای وایت کی
ایگوانای وایت کی (نام علمی: Cyclura rileyi cristata) نام یک زیرگونه از تیره ایگوآنایان است.